# Edouard Suenson
Edouard Suenson (1805-1887) fue un vicealmirante danés conocido por su participación en la primera y segunda guerra de Schleswig. En esta última fue el principal comandante danés en la batalla de Heligoland.

## Biografía

### Familia
Edouard Suenson era hijo del capitán Jean Isaac Suenson y de Anna Susanne, de soltera Lütken. Se casó con Ottilia Uldall, hija del chambelán Johan Joachim Uldall y de Anna Christiane Nellemann, en Copenhague el 11 de septiembre de 1837. Su hijo Edouard Suenson Jr. también llegaría a ser oficial de la marina. También fue director general de la Great Northern Telegraph Company.

### Carrera militar
Ingresó en el servicio militar en 1817 como cadete y fue ascendido a teniente el 14 de septiembre de 1823. Hacia 1825, se embarcó en la corbeta Diana para las Indias Occidentales danesas y fue admitido para servir en la Marina Real francesa. Participó en la batalla de Navarino a bordo del bergantín Alcyone, cuando la flota combinada británica-franco-rusa destruyó la armada otomana. Más tarde sirvió en la fragata Thetis durante la invasión de Argel en 1830, bajo las órdenes del almirante Guy-Victor Duperré, hasta 1831. En otoño de 1831, regresó a Francia y más tarde navegó con el bergantín St. Jan a las Indias Occidentales danesas. A continuación, fue ascendido a teniente de navío. En 1840, recibió el mando del vapor Kiel y, el 13 de febrero de 1841, fue ascendido a capitán de corbeta. De 1840 a 1841, navegó con la fragata Bellona por la costa este y oeste de Sudamérica. De 1842 a 1844, estuvo al mando del vapor Ægir. En 1846, navegó como comandante con el bergantín St. Croix a Islandia, y en 1847 se convirtió en comandante del fuerte Trekroner. 

### Primera Guerra de Schleswig
En 1848 estalló la Primera Guerra de Schleswig, y Suenson era comandante de la goleta Pilen, un buque de guardia cerca de Nyborg, en el Gran Belt. En 1849, se convirtió en comandante de la corbeta Diana, que hacía labores de vigilancia cerca de Helsingør. En 1850, se convirtió en comandante del vapor Hekla en la Escuadra del Mar Báltico. El 20 y 21 de julio de 1850 se produjo un combate con el cañonero a vapor Von der Tann en la bahía de Neustadt, durante el cual el Von der Tann encalló, su tripulación lo abandonó y fue incendiado. El buque fue reparado posteriormente e incorporado a la flota danesa con el nombre de Støren.
El 16 de agosto de 1850, Edouard Suenson dirigió un combate entre los buques daneses Hekla y Løwe y cuatro cañoneras de Schleswig-Holstein en la bahía de Kiel.

### Periodo de entreguerras
En 1851, se convirtió en miembro de la Comisión de Construcción y Reglamentación tras la guerra. En mayo de ese mismo año, se convirtió en comandante del Cuerpo de Cadetes Navales. Ocupó este cargo hasta 1863, y también estuvo al mando de los buques cadetes y corbetas Flora, Valkyrien, Heimdal y Jylland.
A lo largo de su servicio en este período, fue ascendido a capitán de corbeta, capitán de fragata y capitán de barco.

### Segunda Guerra de Schleswig

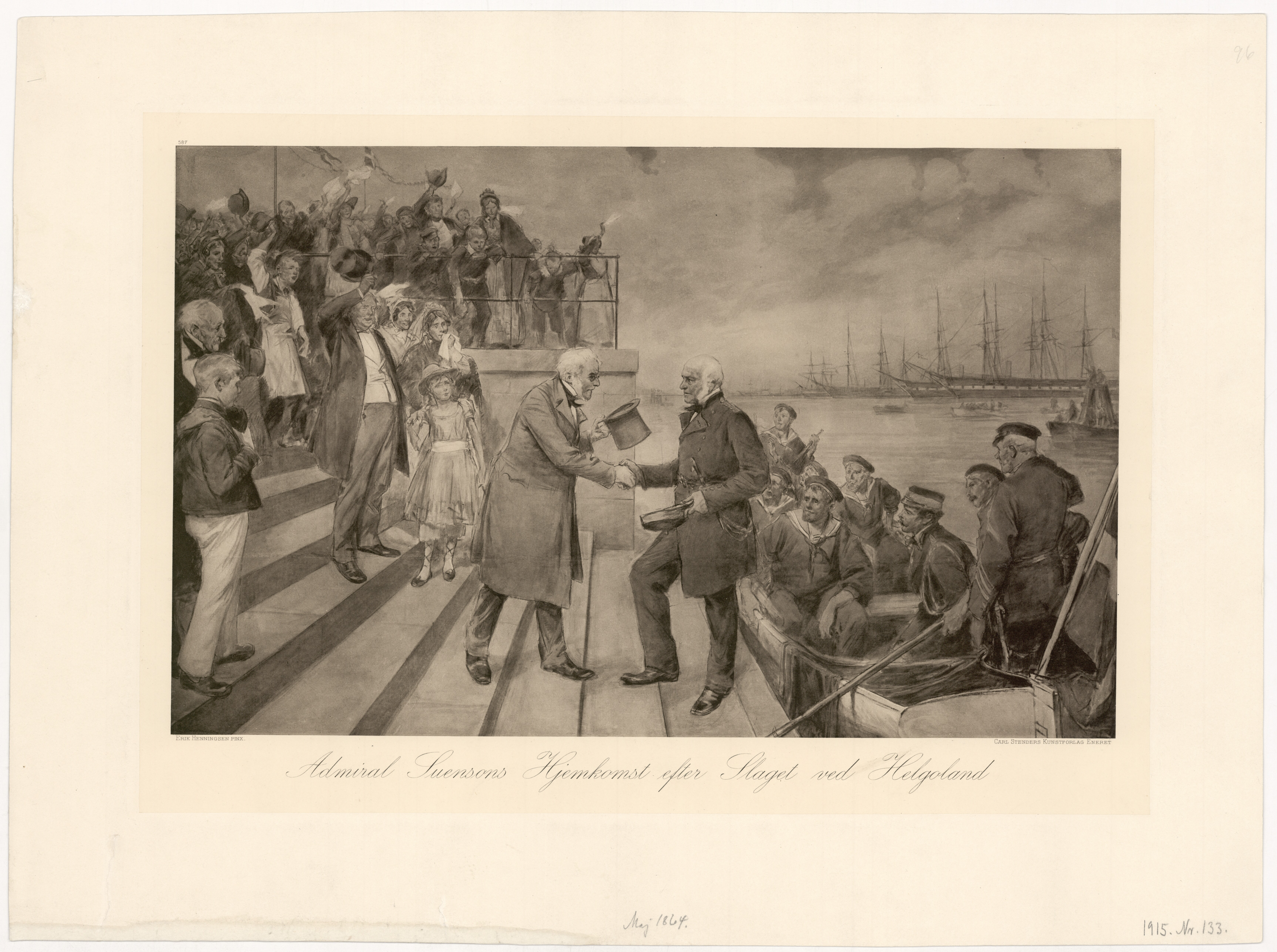
Regreso de Suenson a Copenhague después de la batalla de Helgoland.

Suenson estaba al mando de la escuadra danesa en el mar del Norte con las fragatas Niels Juel y Jylland, y las corbetas Dagmar y Heimdal desde la primavera de 1864. Su tarea consistía en detener a los buques mercantes alemanes en el Canal de la Mancha y el mar del Norte para garantizar el bloqueo marítimo de Alemania e impedir que la escuadra austriaca penetrara en aguas danesas. El 9 de mayo de 1864 comenzó la batalla de Heligoland, en la que los daneses se enfrentaron a la escuadra austriaca.La batalla terminó en tablas, pero ambos bandos reclamaron más tarde la victoria para sí mismos.

## Reconocimiento y conmemoración

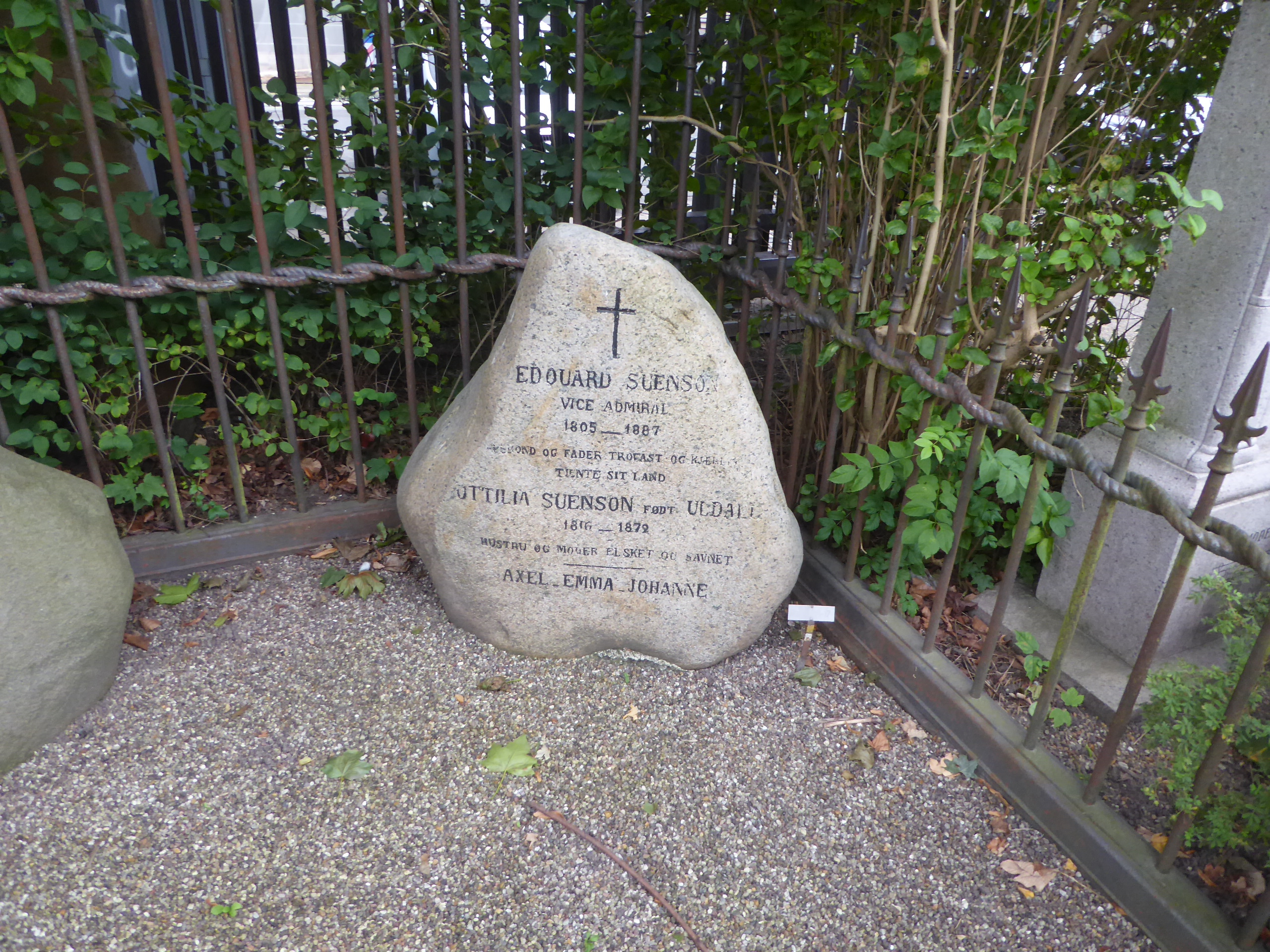
La tumba de Suenson en el cementerio de Holmens

El 15 de mayo de 1864, Suenson recibió la Gran Cruz de la Orden de Dannebrog .
Suenson está enterrado en el cementerio Holmens de Copenhague.
El monumento conmemorativo a Edouard Suenson en Nyboder, Copenhague, se inauguró en 1886. Incorpora un busto suyo obra de Theobald Stein. La cercana calle Suensonsgade también lleva su nombre.

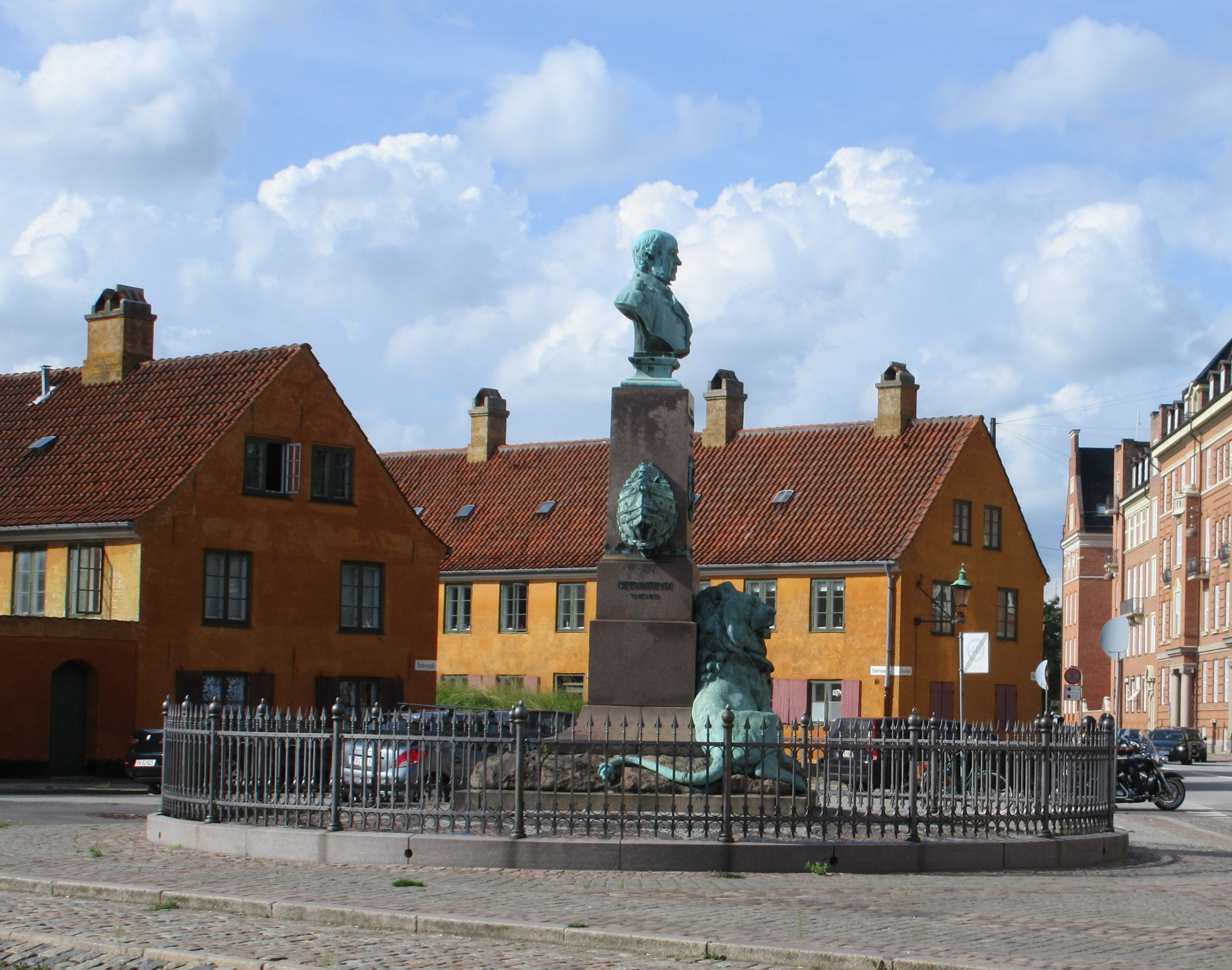
El monumento a Édouard Suenson

Varios barcos de la Marina Real Danesa también llevan el nombre de Suenson.
En el Museo de Historia Nacional del castillo de Frederiksborg, en Hillerød, se expone un retrato suyo pintado al óleo sobre lienzo por Otto Bache en 1881. También aparece en cuadros de Christian Mølsted y H. Nik. Hansen, Erik Henningsen, August Jerndorff y otros.

## Taxón nombrado en su honor
- La anguila marina Chilorhinus suensonii Lütken, 1852 [4]